# Empoasca jugana
Empoasca jugana är en insektsart som beskrevs av Rowland Southern 1982. Empoasca jugana ingår i släktet Empoasca och familjen dvärgstritar. Inga underarter finns listade i Catalogue of Life.